# 夢市郎兵衛
夢 市郎兵衛（ゆめ の いちろべえ、生没年不詳）は、江戸時代前期に実在したとされる日本の侠客である。夢の市郎兵衛、夢廼 市郎兵衛（いずれも読み同）とも表記される。侠客・幡随院長兵衛の子分である放駒四郎兵衛の実弟、17世紀の人物である。本名深野 茂兵衛（ふかの もへえ）。出家し祐生と名乗る。

## 人物・来歴
生年月日・生地ともに不詳である。兄の放駒四郎兵衛、その親分である幡随院長兵衛（1622年 - 1657年）と同様に、17世紀、とくに寛永年間（1624年 - 1645年）から正保年間（1645年 - 1648年）までのころに、江戸（現在の東京都）で主たる活動をしたとされる。一般に長兵衛よりは年長と考えられ、江戸・浅草花川戸（現在の東京都台東区花川戸）出身と考えられている。
明石志賀之助と義兄弟の契りを交わして、1624年（寛永元年）に明石が勧進元となって行った相撲興行が江戸勧進相撲の始まりとされるが、その後の京都での天覧相撲では明石の後見人になる。明石は同天覧相撲で大関・仁王仁太夫に勝って、日下開山を勅許されている。明石はこれをもって「初代横綱」とされる。
吉原遊廓での喧嘩を大見得を切って仲裁したことで有名となり、そのときの紫鉢巻が、歌舞伎における花川戸助六（助六）のキャラクター造詣に影響を落としたという説がある。
没年月日・没地ともに不詳である。一説では、相模国国田村に隠退したという。墓所は品川の海晏寺にあったというが、現在は見当たらないという。

## 伝説・物語
1742年（寛保2年）春に中村座で初演された『娘曾我凱陣八島』に登場している。二代目松井幸三が『曾我評判比翼男』を書いた。
歌川豊国は、『御誂三段ぼかし』の1作として『夢乃市郎兵衛』を描いたほか、『当世好男子伝 張順に比す夢の市郎兵衛』（1859年）、『時代世話当姿見 夢の市郎兵衛』（同）で市郎兵衛を描き、豊原国周が錦絵に初代 河原崎権十郎演ずる「夢の市郎兵衛」（1866年）を描いた。1840年（天保11年）には、三代目歌川豊国（歌川国貞）が、四代目中村歌右衛門演ずるところの市郎兵衛を描いた『夢の市郎兵衛 中村歌右衛門』が発表された。

## テアトログラフィ
歌舞伎で「夢の市郎兵衛」を演じたおもな俳優の一覧である。生誕順。
- 四代目 中村歌右衛門 （1798年 - 1852年）
- 二代目 坂東蓑助（1800年 - 1863年）
- 八代目 片岡仁左衛門（1810年 - 1863年）
- 四代目 中村芝翫（1831年 - 1899年）
- 三代目 市川市蔵（1833年 - 1865年）
- 九代目 市川團十郎、初代 河原崎権十郎（1838年 - 1903年）
- 五代目 尾上菊五郎、十三代目 市村羽左衛門（1844年 - 1903年）

## フィルモグラフィ
日本映画データベース、キネマ旬報映画データベース等にみられる「夢の市郎兵衛」の登場する劇映画一覧である。末尾の俳優が市郎兵衛を演じた。
- 『夢の市郎兵衛』 : 製作日活京都撮影所、配給日活、1917年2月15日公開 - 尾上松之助
- 『夢の市郎兵衛』 : 製作日活京都撮影所、配給日活、1923年配給 - 尾上松之助
- 『荒木又右衛門』 : 監督辻吉郎、製作日活太秦撮影所、配給日活、1931年5月15日公開 - 山本礼三郎
- 『番町皿屋敷』 : 監督冬島泰三、原作岡本綺堂、製作松竹下加茂撮影所、配給松竹キネマ、1937年11月1日公開 - 山田宙平
- 『夢の市郎兵衛』 : 監督星哲六、製作松竹下加茂撮影所、配給松竹キネマ、1939年9月7日公開 - 川浪良太郎
- 『大江戸五人男』 : 監督伊藤大輔、製作松竹京都撮影所、配給松竹、1951年11月22日公開 - 阿部九州男
- 『暁の三十八番斬り』 : 監督渡辺邦男、原作山手樹一郎、製作東映京都撮影所、配給東映、1954年3月31日公開 - 山口勇
- 『命を賭ける男』 : 監督加戸敏、製作大映京都撮影所、配給大映、1958年4月29日公開 - 伊沢一郎
- 『修羅桜』 : 監督大曽根辰保、製作松竹京都撮影所、配給松竹、1959年4月5日公開 - 大友富右衛門
- 『花の幡随院』 : 監督大曾根辰保、製作松竹京都撮影所、配給松竹、1959年9月13日公開 - 永田光男
- 『旗本と幡随院 男の対決』 : 監督深田金之助、製作東映京都撮影所、配給東映、1960年4月12日公開 - 長島隆一
- 『幡随院長兵衛お待ちなせえ』 : 監督井上昭・松森健・丸山誠治・松林宗恵・清水勝也、東宝/俳優座映画放送/毎日放送、1974年4月5日 - 同年10月4日放映 - 江守徹